# E49 (Ecuador)
De E49 of Vía Colectora Durán-T de Milagro (Verzamelweg Durán-T de Milagro) is een secundaire nationale weg in Ecuador. De weg loopt van Milagro naar Durán en is 35 kilometer lang.